# パリ万国博覧会 (1925年)

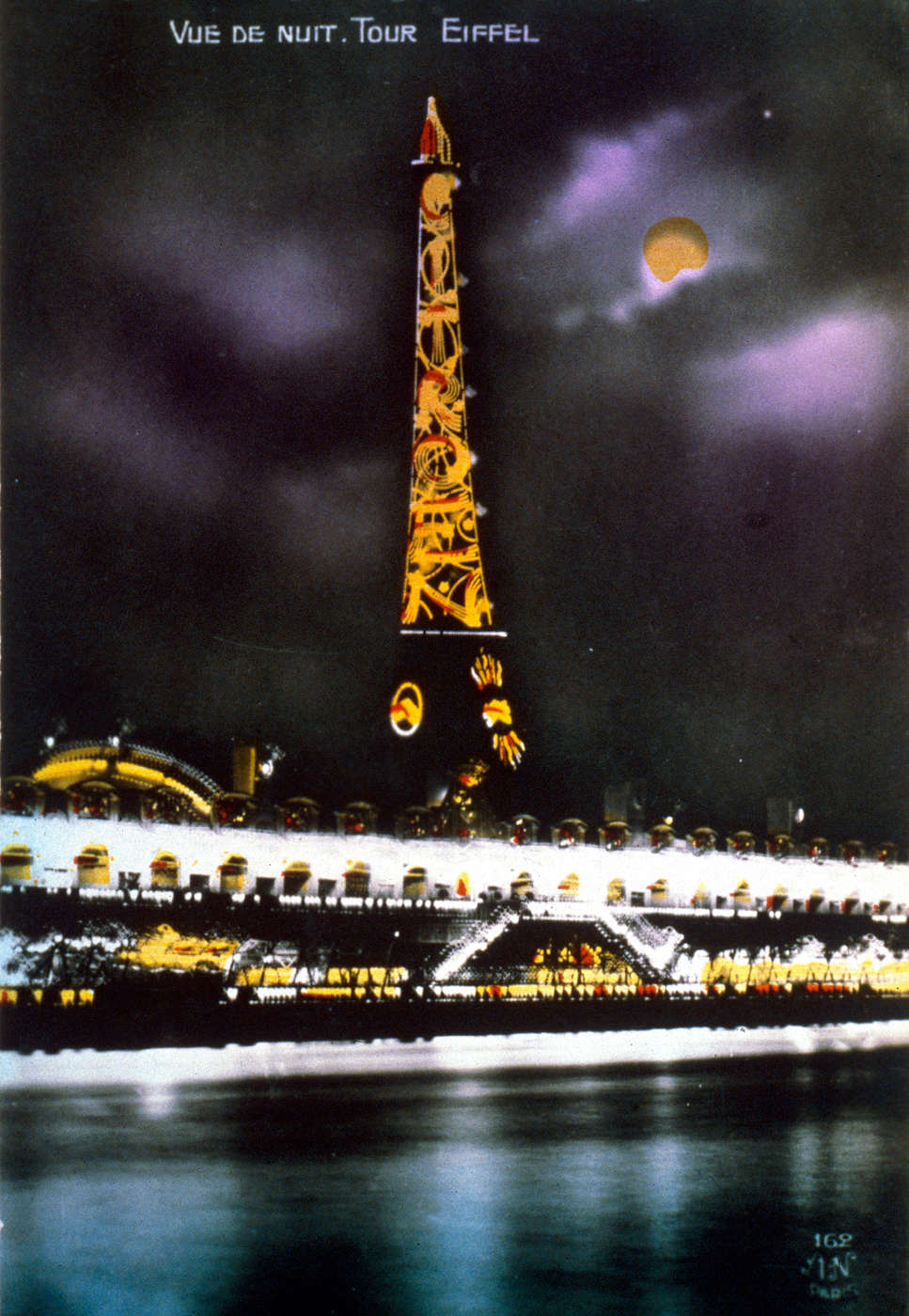
会期中に行われたシトロエン提供のエッフェル塔のイルミネーション

現代産業装飾芸術国際博覧会（げんだい・さんぎょう・そうしょくげいじゅつ・こくさいはくらんかい、Exposition internationale des arts décoratifs et industriels modernes）とは、1925年4月28日から11月8日（当初予定では10月末）までフランスのパリで開催された国際博覧会である。現代装飾美術産業美術国際博覧会（げんだい・そうしょくびじゅつ・さんぎょうびじゅつ・こくさいはくらんかい）とも。パリで開催された国際博覧会では6回目となる。
セーヌ川左岸のアンヴァリッドの前に広がる広場（レスプラナード・デ・ザンヴァリッド）から、アレクサンドル3世橋を経て、セーヌ川右岸のグラン・パレおよびプティ・パレまでの間が会場となり、パビリオンが林立した。開会式は4月28日に開かれ、閉会の10月末までに1,600万人以上が訪れ、会期は11月8日まで延長されている。

## アール・デコ博覧会

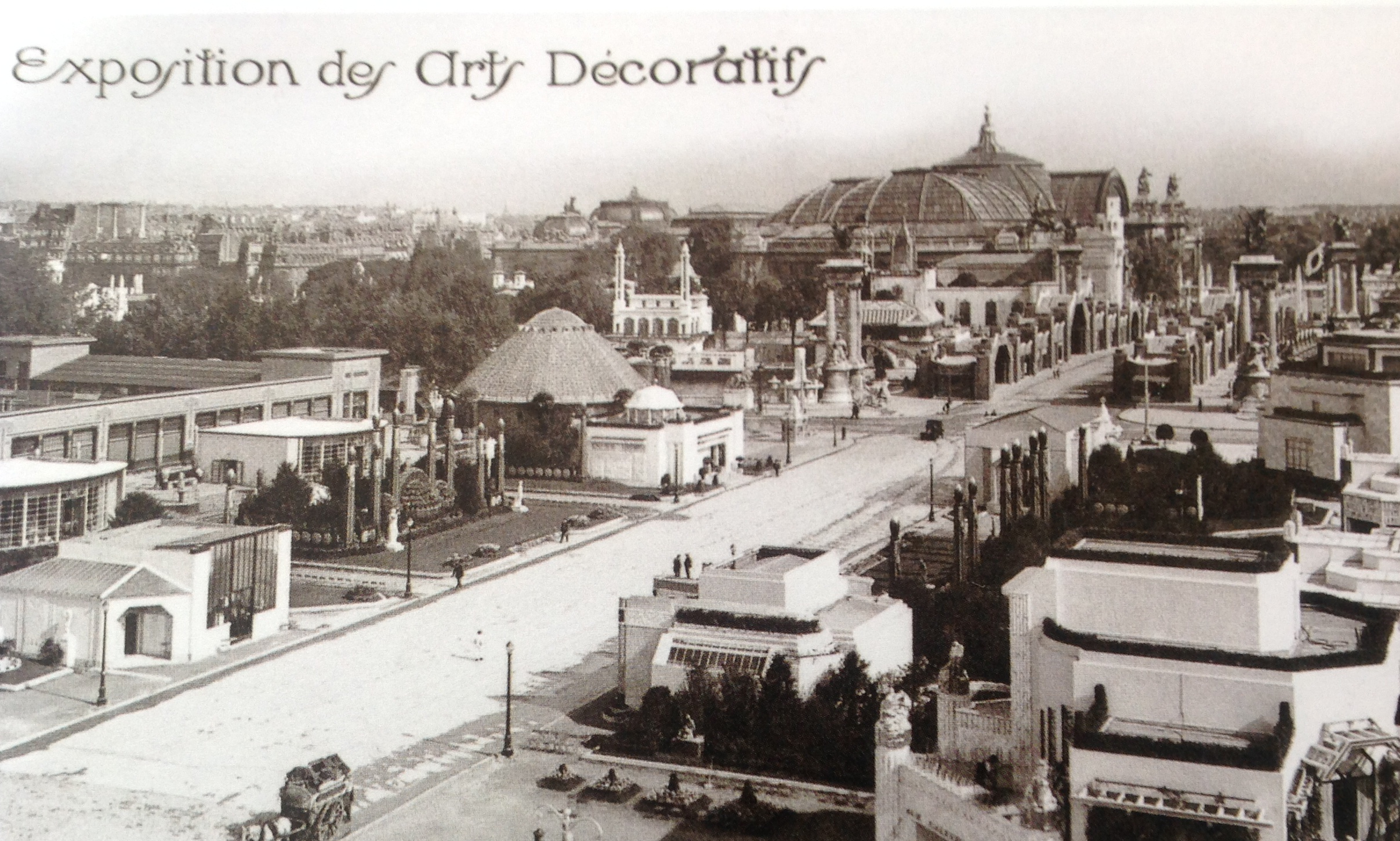
パビリオンが立ち並ぶ会場風景

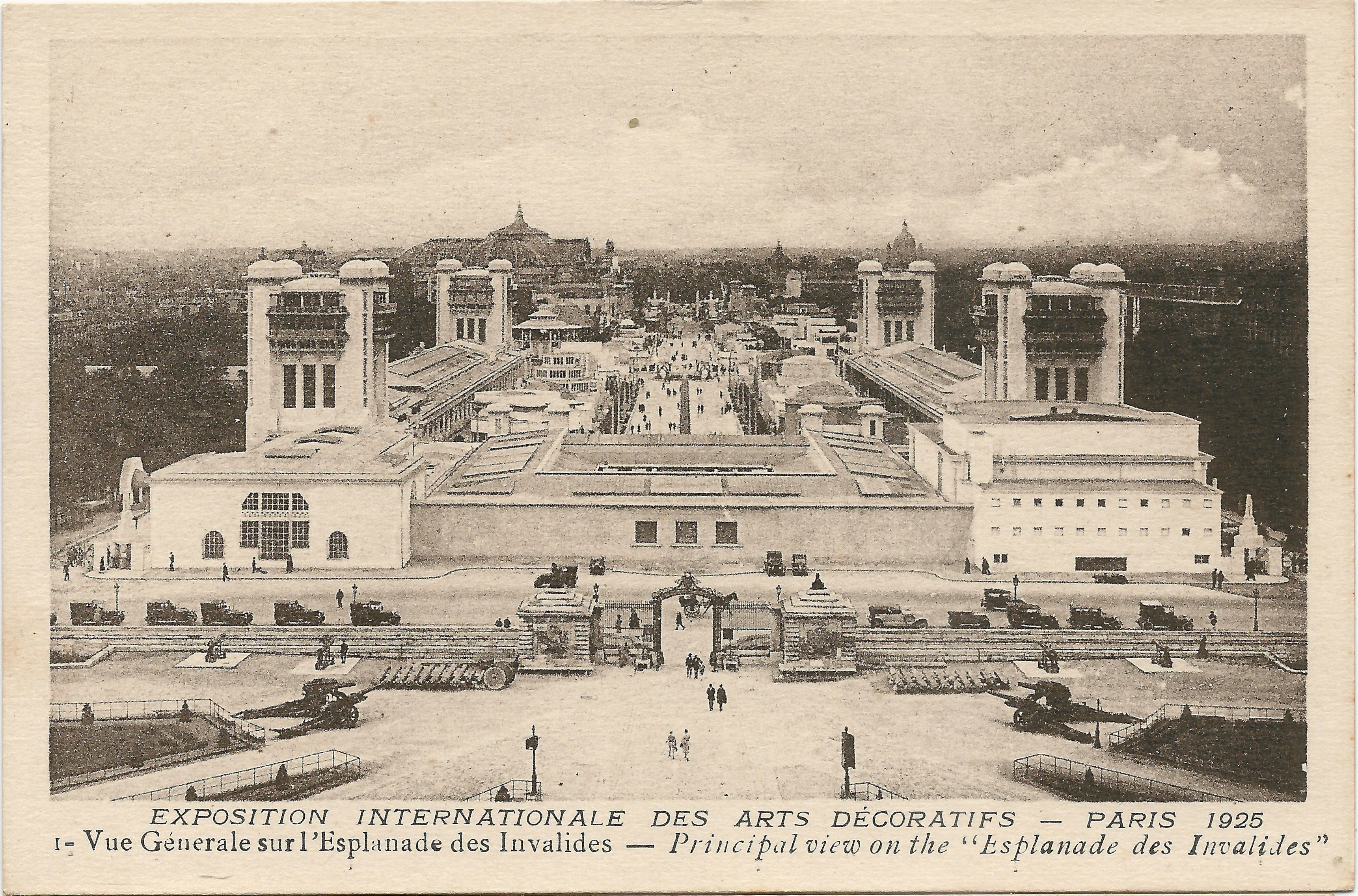
会場風景

この博覧会にはアール・デコ博覧会との略称もある。これは、博覧会の名前のうち「Arts Décoratifs」（装飾芸術）の部分の短縮からきている。この博覧会で出品された服飾品や建築にみられる、同時代の精巧で官能的な装飾芸術やデザインを言い表すために、アール・デコ（Art Deco）という言葉が登場した。
この博覧会で出品された装飾芸術作品は、古代エジプトなど古典古代の芸術、欧州各国の植民地となったアジア・アフリカ地域の装飾、アステカの芸術、日本の装飾文化などから特有のモチーフや大胆で幾何学的な形象を取り入れて異国性や官能性を表現した。さらに自動車・豪華客船・飛行船といった機械や、ラジオ・映画という新たなメディアの普及により生活が激変した、狂乱の20年代（années folles）と呼ばれる時期のフランス社会をも反映していた。
純粋美術・応用美術・建築の分野で次々と登場していた国際的な前衛様式（例えばキュビズム）や新たなアイデアもアール・デコには反映した。一方で国際的前衛様式に対する反動として起こった、古典主義への回帰や、ヨーロッパ各国の国民的伝統様式への回帰も反映している。
流線形を使ったストリームライン・モダン、装飾的キュビズムに端を発する水晶や結晶のような彫面や構造、機械の速度を思わせる放射状の直線、大胆に様式化された噴水や稲妻の模様、古代エジプトやアステカのモチーフ、工業化社会を反映したような直線や繰り返される幾何学的な形態などはこの時代の代表的なデザインモチーフである。

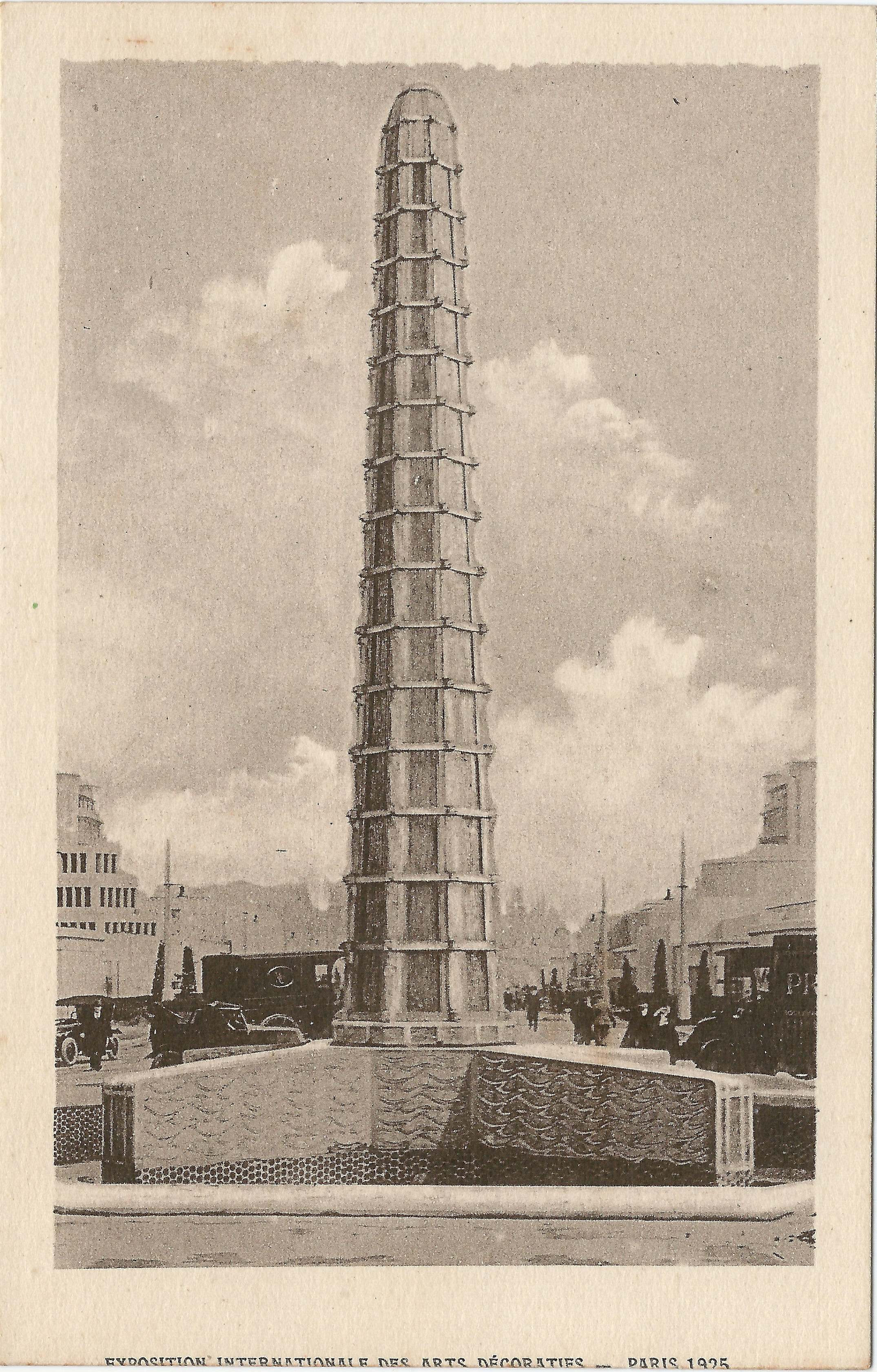
ルネ・ラリックの水晶の噴水万博のシンボルとなった。

## 展覧会の背景と展示
20世紀初頭のフランスでは、近隣諸国で機能性が重視され、また、ドイツ工作連盟に代表されるようなデザイン教育の組織化や工業の大量生産化に応じたデザインの開発が進行、かつてアール・ヌーボーに代表されたようなフランスの産業デザインが取り残されることに対し危機感が高まっていた。そこで装飾芸術の振興のため、またフランス製品の独自性や優位性を内外に示すため、装飾芸術の国際博覧会を行うべきだという主張が起こった。
1900年パリ万国博覧会直後から装飾芸術博覧会計画はあったものの、装飾芸術のあり方を巡ってデザイナー同士の対立や、大量生産を行う商工業者とデザイナーとの対立が起こり博覧会の方針が定まらず、第一次世界大戦勃発もあって博覧会は延期となり、戦後の1925年になりようやく開催された。展示は「建築」「家具調度」「衣装・装身具」の三分野に分けることが戦前から決まっていたが、戦後の1919年に、博覧会計画にはデザイン教育を中心とする「教育」と、イルミネーションや広告やショーウィンドウなどを対象とする「劇場・通り・庭園の芸術」の分野が加えられた。

### 消費と博覧会
この博覧会で意図されたものは、富裕層向けの一点制作である従来の装飾芸術と、現代の大量生産社会や消費社会との調和をとることであった。しかし実際に出展された作品の多くは、富裕層を対象とする市場に向けた一点物のファッショナブルで贅沢な服飾品や室内装飾であった。またエッフェル塔のような記念碑的建築や鉄道などの都市基盤整備、抜本的な都市改造計画はこの博覧会のために行われることはなかった。代りに、会場周辺やエッフェル塔などパリのランドマークや通りに対して装飾的なイルミネーションが施され、既存の都市の表面や建築のファサードを華やかに彩った。
毛皮、グラス、香水、貴金属などを扱うパリの高級な婦人服店や宝飾品店によるショーウィンドウをアレクサンドル3世橋の上に多数仮設し、最先端の店舗デザインを披露した「ブティック通り」は、生産でなく消費の文脈で作品を展示し、ショッピングと博覧会を融合させたこの博覧会を象徴する存在である。橋は夜になるとイルミネーションとセーヌ川につくられた噴水で彩られ、各国からの裕福な観客は橋の上のショーウィンドウに飾られたオブジェや高級服飾品を堪能して、華やかに照明されたパリ各地の高級地区で買い物をして帰って行った。この展覧会で、フランスおよびパリは第一次世界大戦後もなお装飾芸術の世界的中心地であることを誇示した。

## 各パビリオン
会場には参加各国やフランスの様々な企業・団体による150ほどのパビリオンが建ったが、会場の3分の2はフランスの様々なパビリオンが占め、それぞれ過去の作品ではなく、現代にデザインされ製作された最新の製品が展示された。パリの四つの大手デパート（ルーブル百貨店、ボン・マルシェ、ギャラリー・ラファイエット、プランタン）がそれぞれ出したパビリオン、フランス装飾芸術家協会が「フランス大使館」をテーマにし架空のフランス大使公邸を想定して展示したパビリオン、著名な家具デザイナーのジャック＝エリック・リュールマン（Émile-Jacques Ruhlmann）らが架空の美術コレクターの家をテーマに手掛けた「コレクショヌール・パビリオン」などは主なものである。これらのパビリオンには贅沢で滑らかな素材を手作業で一つ一つ仕上げた高級な家具や衣服が並んだ。
各国のパビリオンは、それぞれの国の国民的伝統を強調しながら、前衛的芸術やデザインを反映させた展示を行った。オーストリア館はウィーン分離派やウィーン工房の中心メンバーの一人であったヨーゼフ・ホフマンが手がけ、フレデリック・キースラーが展示に参加している。オランダ館は植民地インドネシアの工芸品に由来する異国的なデザインを展示し、他のヨーロッパ諸国同様ポーランドもナショナリズムや国民的伝統を背景に民俗芸術に基づくデザインを数多く出した。ポーランドのグラフィック・デザイナーはこの博覧会で躍進し、LOTポーランド航空が現在も使用するロゴを1929年にデザインしたタデウシュ・グロノフスキ（Tadeusz Gronowski）も受賞している。
フランスがこの博覧会で大きな存在感を示したことには、ドイツとアメリカ合衆国の不在がある。旧敵国ドイツはこの博覧会に招待されず、招待通知が届いた時期にはすでに準備が間に合わず不参加となった。第一次世界大戦後、世界一の大国となりつつあったアメリカ合衆国は参加を辞退した。

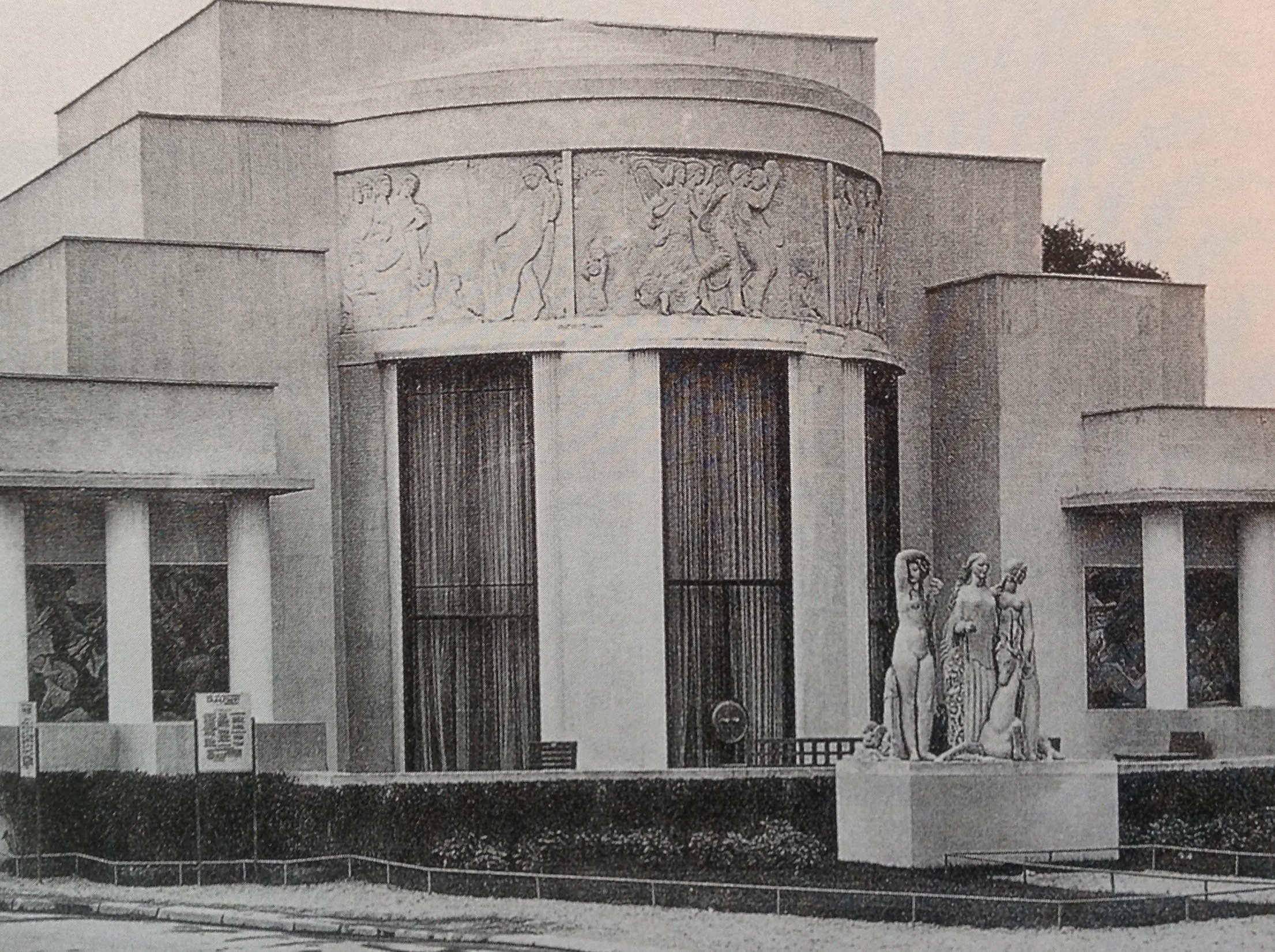
コレクショヌール・パヴィリオン
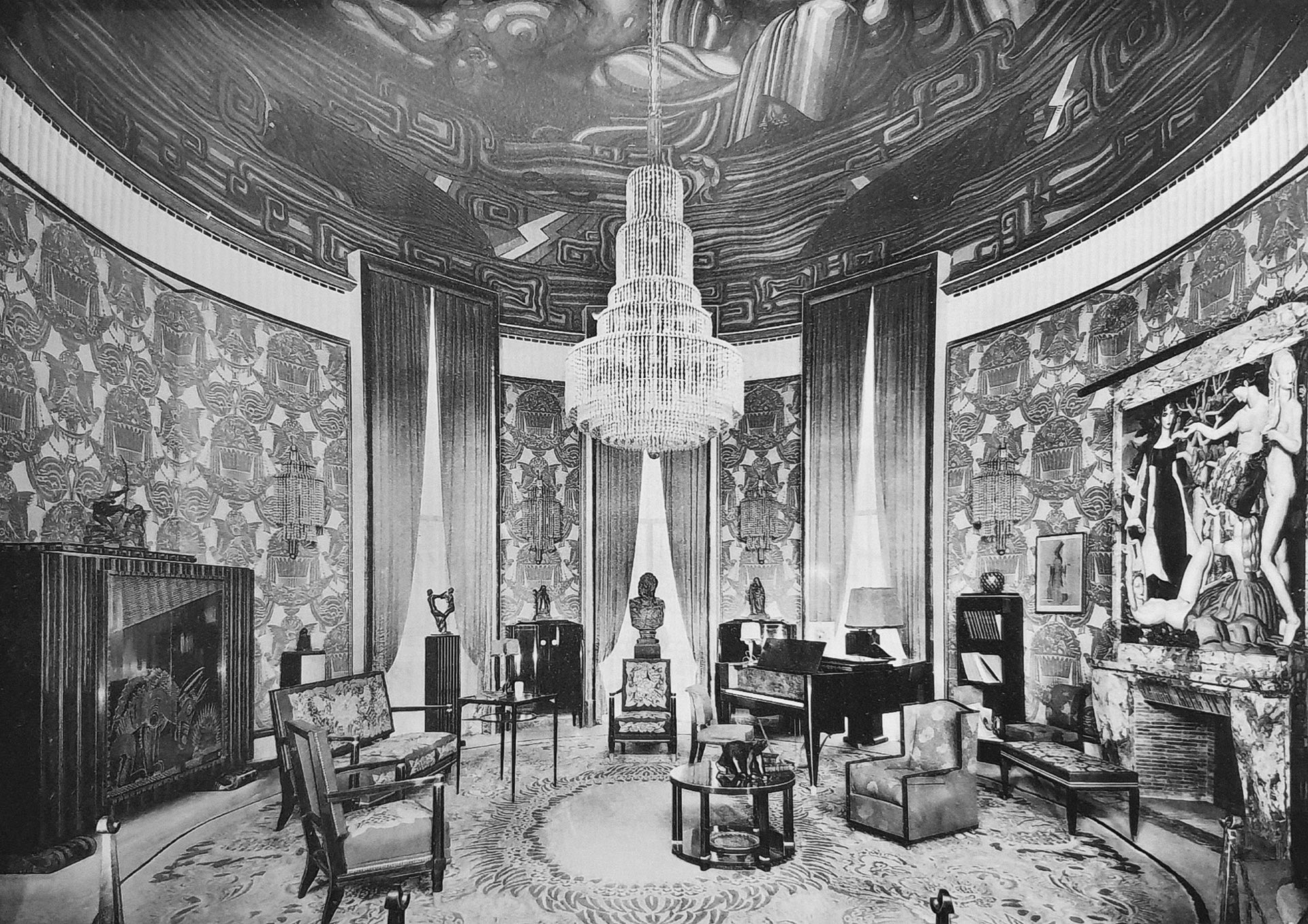
コレクショヌール・パヴィリオンの内装
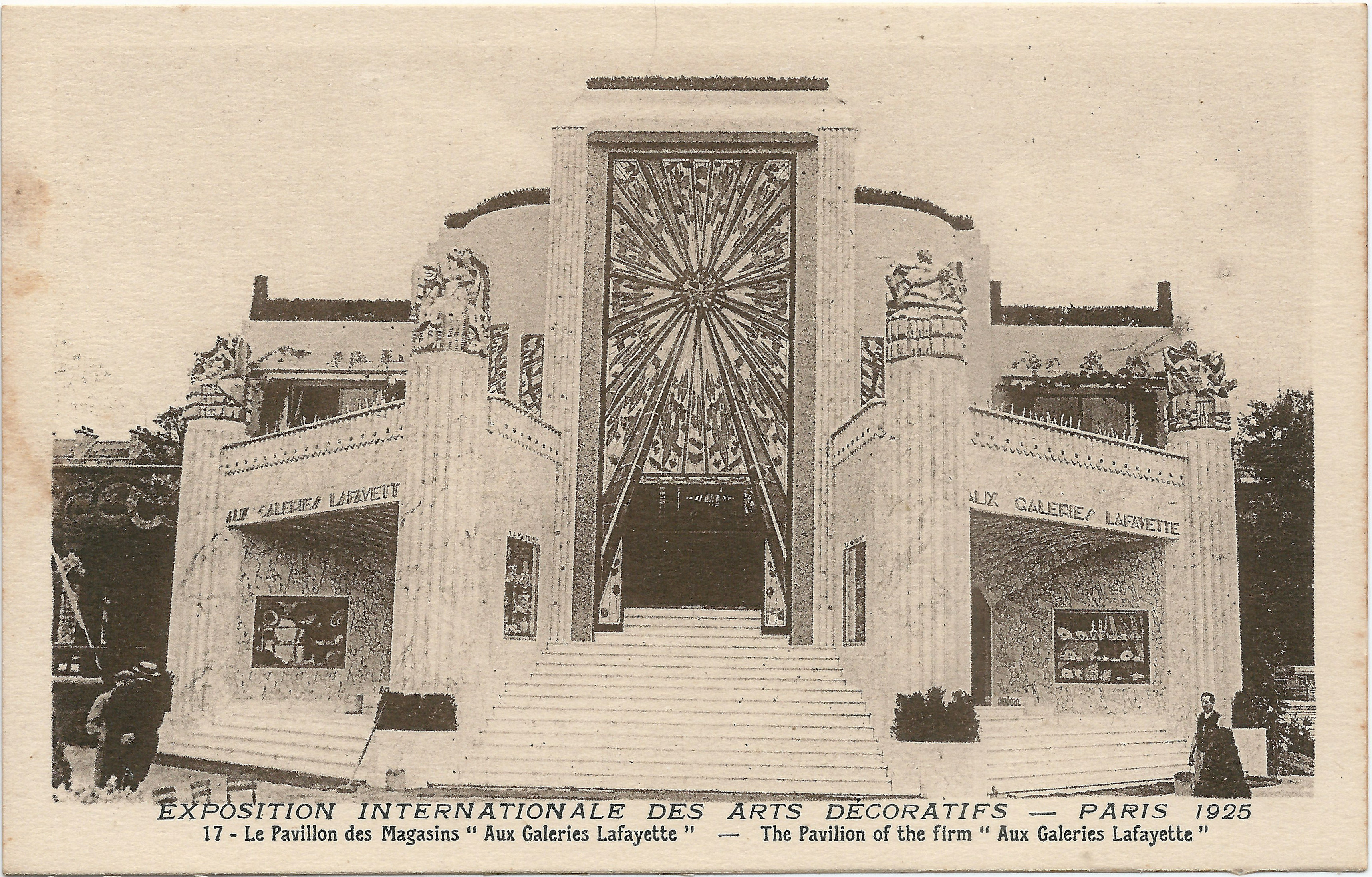
ギャラリー・ラファイエット・パヴィリオン
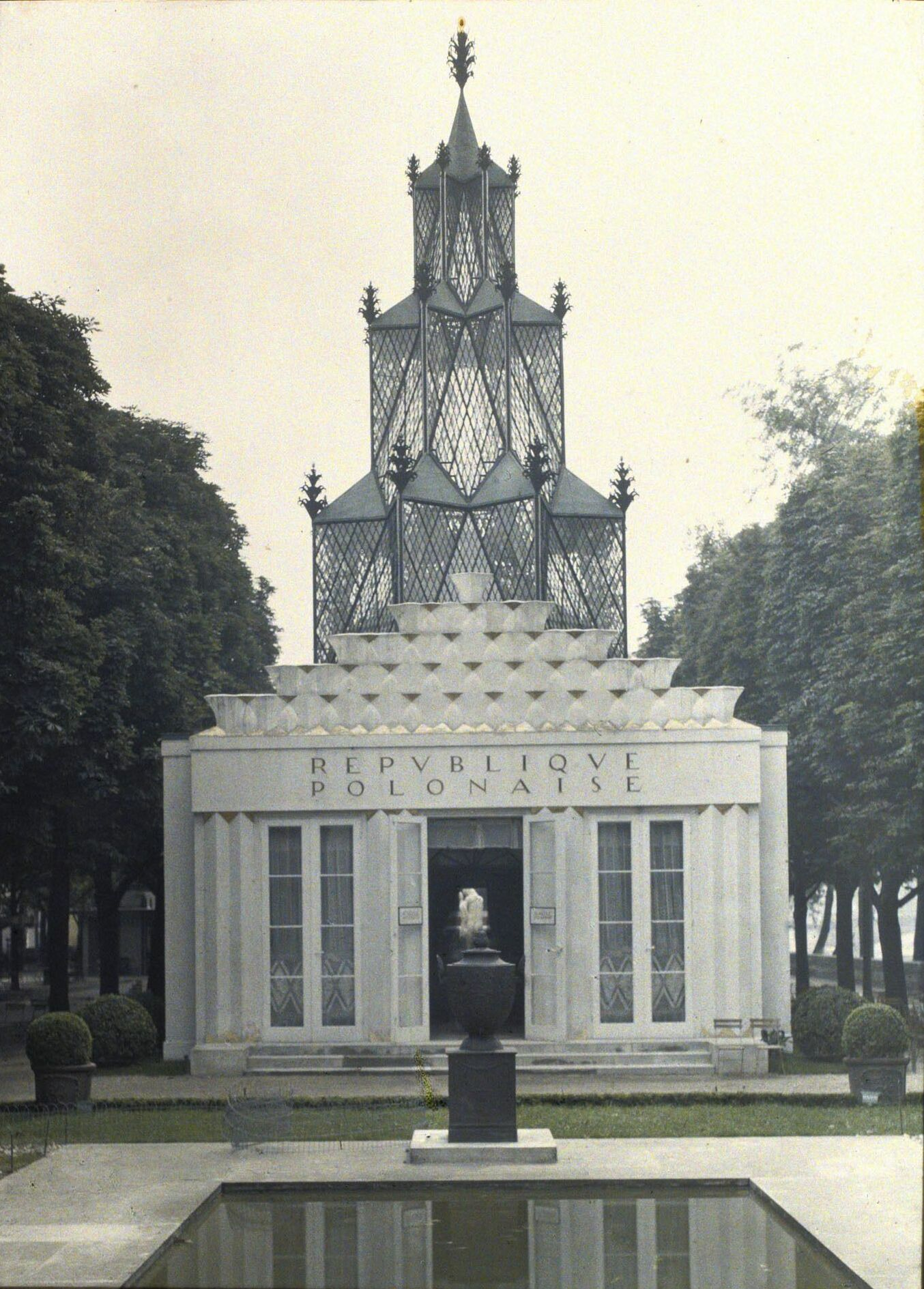
ポーランド・パヴィリオン

### エスプリ・ヌーヴォー館とソビエト館

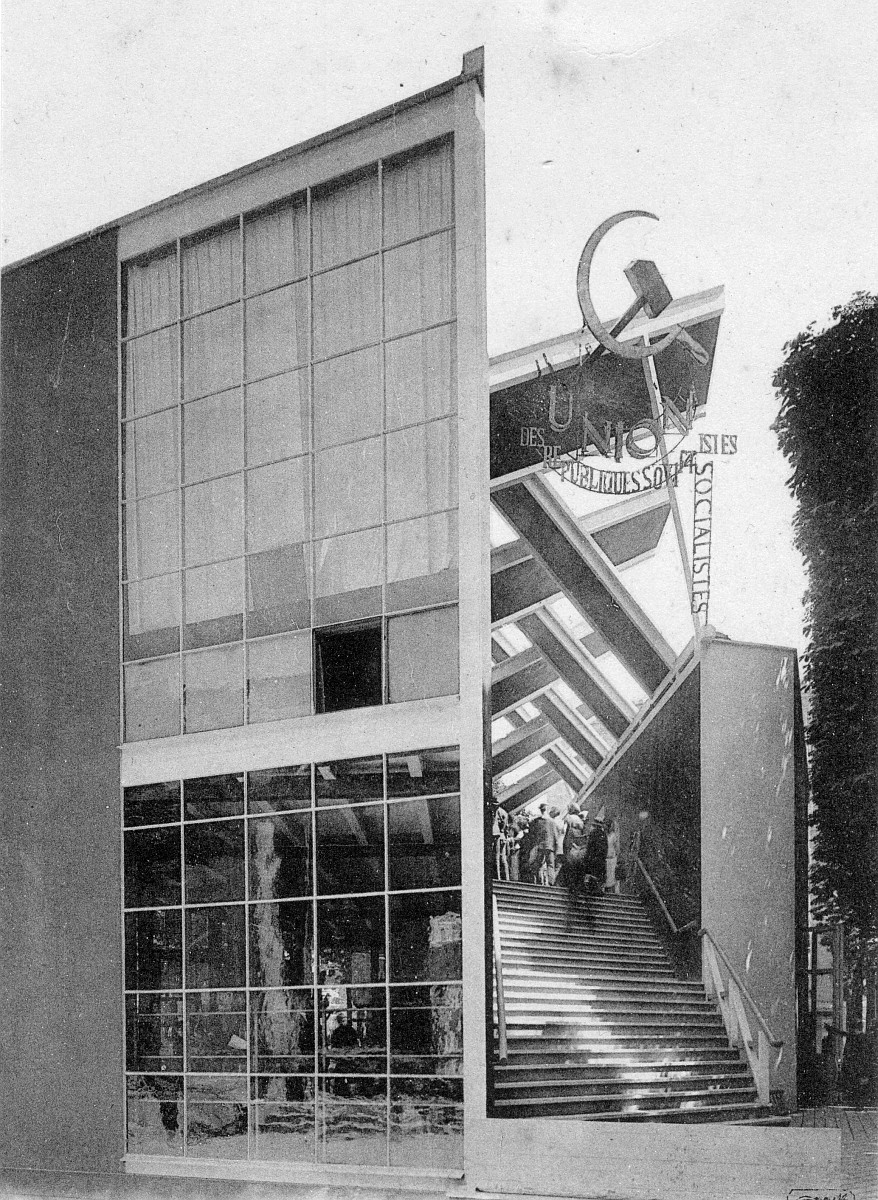
コンスタンチン・メーリニコフ設計のソ連パヴィリオン

この展覧会で異彩を放ったのは、装飾的とは言い難い、モダニストであるル・コルビュジエが手がけたエスプリ・ヌーヴォー・パビリオンと、構成主義者のコンスタンチン・メーリニコフが設計したソビエト連邦のソビエト・パビリオンであった。これらの館にも家具や絵画は展示されていたが、建物自体も展示品もより簡素でより前衛的であった。コルビュジエとメーリニコフの装飾を排した建築は、批判と絶賛を同時に浴びた。批判の声は、これらの建物がリュールマンの「コレクショヌール館」や装飾芸術家協会の「フランス大使館」などと比べ、あまりにも「むき出し」であることに集中した。
コルビュジエのエスプリ・ヌーヴォー・パビリオンは白い箱型の建物で、壁面には大きなガラス窓と四角い「穴」があった。中には大きな窓のある真っ白な吹き抜けの居間や寝室、台所などがあり、「穴」は居間に連続して設けられた、同じ屋根の下にある半屋外のテラスを外から見た姿だった。装飾はなく幾何学的形状しか用いられていないが、その分建物を外から見た際の凹凸や内部空間の多様さで表情が与えられていた。このパビリオンはモダニズム建築の簡素さだけでなく、コルビュジエの唱える幅広い思想や理論がこのパビリオンに結集していたことが今日でも注目される。「エスプリ・ヌーヴォー」（「新思潮」）は彼が1920年に創刊し建築思想に関する論文を掲載した雑誌の名である（これらの論文は1923年に著書『建築をめざして』へとまとめられた）。館内では「ヴォアザン計画」（Plan Voisin）が展示された。フランスの先駆的な飛行家ガブリエル・ヴォアザンの名をとったこの計画は、同一の形をした高さ200mのガラス張りの摩天楼群と、低層の長方形のアパートが規則正しく並ぶ街並みにより、建物が密集したパリのセーヌ川右岸一帯の市街地を置き換えるという都市計画であった。後に「輝く都市」へとつながったこの計画は、パリでは実現することはなかったものの建築界に大きな影響を与えた。またこのパビリオン自体も一戸建てを構想したものではなく、もとは彼が1922年に発表した集合住宅「イムープルヴィラ」の一単位分であり、これと同じものを多数横に並べて四段に積み、一街区分のアパートを構成する計画だった。このパビリオンは、彼のより大きな都市計画の中の、アパートの一単位分だけが実現したものである。
コンスタンチン・メーリニコフにより設計されたソビエト・パビリオンは、アレクサンドル・ロトチェンコの設計した「労働者クラブ」と並び、ロシア構成主義建築の代表例の一つとなった。メーリニコフのソビエト・パビリオンはこの博覧会でグランプリを獲得した。その他、ソビエト勢ではヴァディム・メラー（Vadym Meller）の舞台美術が金メダルに輝き、ヴフテマス（Vkhutemas、国立高等美術工芸工房）に属する学生の作品もいくつかの賞を受ける躍進を見せた。

### 日本への影響

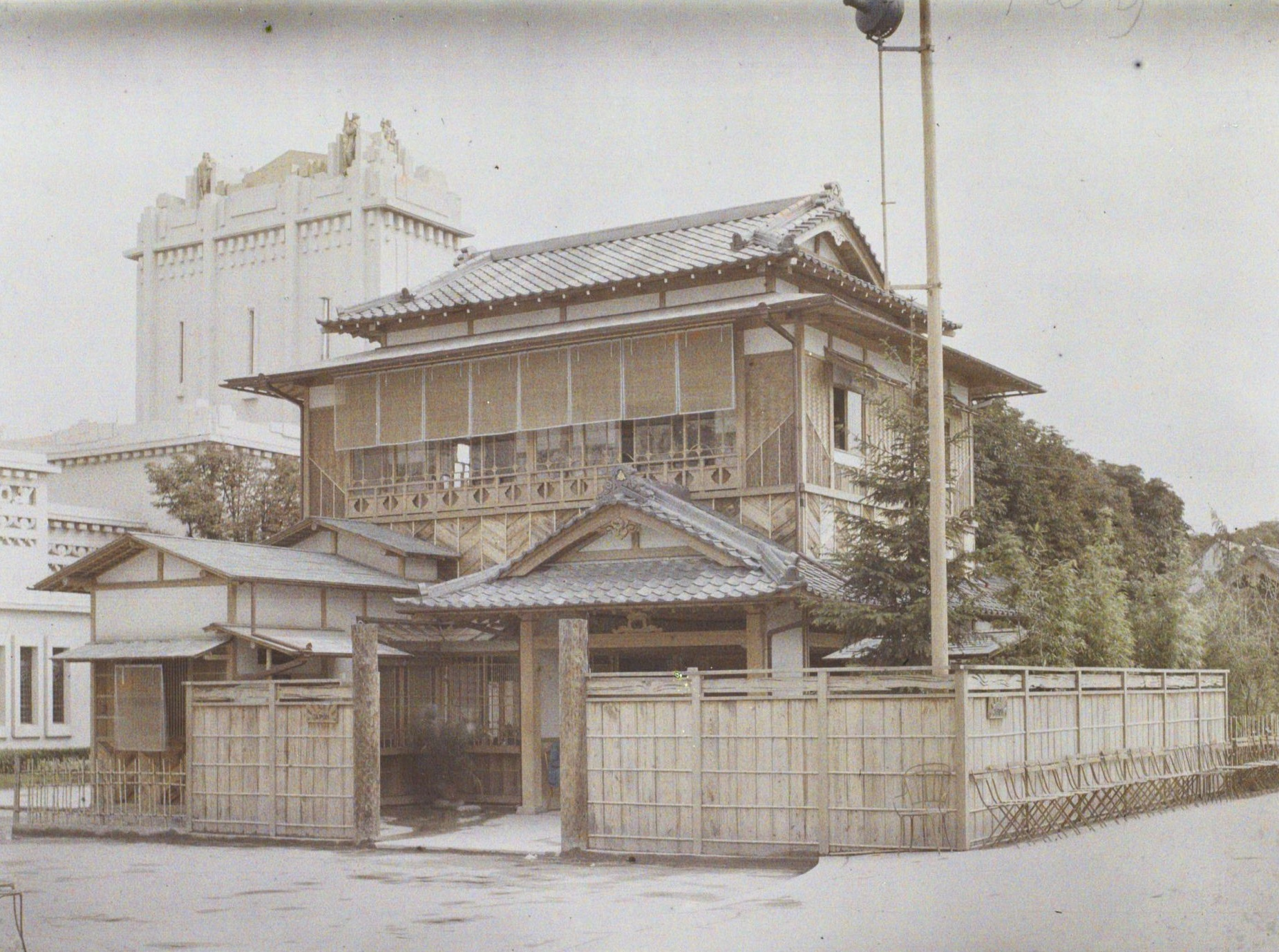
日本パヴィリオン

日本も、欧州列強中心の外国パビリオンの中で唯一のアジア勢として和風パビリオンを出した。日本は関東大震災直後で復興の負担が重くのしかかっていたが、当時の国産品貿易不振を打開し美術工芸品の輸出を促進するため出展を決意した。日本は独自パビリオンの建設は行わない予定だったが、アメリカの出展辞退を受けたフランスの働き掛けでアメリカ館の予定地だった一等地を確保した。
一方、国際審査員として博覧会に招待されていた津田信夫は日本の展示作品や展示方針を批判している。日本のデザインの非対称性や大胆さがアール・デコに大きな影響を与えていた一方で、日本館は正倉院風や桃山風の緻密で精巧な、装飾過多な工芸品を出品したため来館者の評価は高くなかった。また各パビリオンがモデルルーム風の展示を行い、家具や装飾品を使ってテーマに沿った一体の空間を構成していた中で、作品を雑多な順序で漫然と陳列した日本パビリオンの展示は大きく見劣りした。津田信夫は、当時の日本の作品は技術的には優れているにもかかわらず、デザインは懐古主義的で停滞し現代の潮流から完全に取り残され、関係者の認識も甘いことを批判した。
彼は帰国後、若い工芸家たちに発破をかけ、現代という時代を意識して制作することの必要性を強調した。1920年代後半には日本でも幾何学的意匠や機械時代の美を取り入れた工芸作品が「構成派」と呼ばれ席巻することになる。当時の日本は急速な産業化や関東大震災で都市風景が激変しており、工芸家たちは社会背景が違うフランスのデザインをそのまま受け入れることには抵抗したものの、新たな都市風景から感じ取ったモダンな美を表現する手本としてアール・デコを生かした。
軍から軍事研究のためフランスに派遣されて留学中であった朝香宮鳩彦王が同妃ともども国賓として招待され、そのデザイン性・美術性に大きな感銘を受け、のちに白銀台にアール・デコを基調とする豪奢な邸宅を築くこととなった。

## 庭の展示
1925年の博覧会では装飾美術的な庭など、ロベール・マレ＝ステヴァンスやガブリエル・ゲヴレキアン、ヴェラ兄弟らが敷地に対する表現をコンクリートやペルシャ式パラダイスガーデンで表出させた。ゲヴレキアンの水と光の庭は、デザイン的にも非常に際立ったもので、会場の中央遊歩道に接する三角形の敷地に押し込まれたその庭は、その敷地の三角形を主要なモチーフとしている。マレ＝ステヴァンスの庭とちょうど敷地が対になる位置、エバリ・ド・エスプラナードに沿う小さな三角形の敷地に位置した。ここに草花とガラスを用いて、タブロージャルダンの傑作を生み出した。彼のいう絵画的模倣から影響された同時生起の三角形が織り成す幾何学に、芝生斜面と色鮮やかな地被が整然と嵌まり込んでいる。これは回遊の庭ではなく鑑賞の庭であり、傾斜する花壇を形成する三角形のモチーフは分割された池やガラスの手すりから実際の視界まですべてに認められる。三段に積み重なるプールの底には、ロバート・デロネイの手により、青、白、赤の円が描かれ、大きなハーレクイーンの花模様は、除虫菊の朱色とアジェラタムの青が色彩対比を作り出す。この庭の作り出す2.5次元空間において、時間と運動は多面体の硝子球の回転や噴水、補色関係にある色面のもたらす繊細な視覚的揺らめきによって現れてくる。この幾何学と色彩の作品は、二年後のノエールのノエイユ邸の三角形の庭においてさらに探求されることになる。
近代庭園の重要事例はこの博覧会以前以後にも制作されているが、この博覧会後無数の庭園関連の出版物が現れ、庭園のデザイン領域に重要な展開を与えた。その後マレ＝ステヴァンスらとともにこうした作品が近代のアバンギャルドなジャルダン、レローズルージュとして脚光を浴び、以降注目をうけた3つのキュビズム的庭園はこうして、記憶の中に万人にとどまることとなる。